# Šarišské Sokolovce
Šarišské Sokolovce est un village de Slovaquie situé dans la région de Prešov.

## Histoire
Première mention écrite du village en 1307.

## Démographie

### Évolution de la population
| Année:               | 1994. | 2004.   | 2014.   | 2024.    |
| -------------------- | ----- | ------- | ------- | -------- |
| Nombre de personnes: | 496   | 517     | 558     | 651      |
| Différence:          |       | +4,23 % | +7,93 % | +16,66 % |

| Année:               | 2023. | 2024.   |
| -------------------- | ----- | ------- |
| Nombre de personnes: | 626   | 651     |
| Différence:          |       | +3,99 % |